# Ramon Carbó-Dorca i Carré
Ramon Carbó-Dorca i Carré (Girona, 19 d'octubre de 1940) és un enginyer químic català. El 1964 es llicencià en enginyeria química a l'Institut Químic de Sarrià, on es doctorà el 1968, i el 1970 en ciències químiques a la Universitat de Barcelona, on es doctorà el 1974. Va fer estades de postgrau a la Universitat d'Alberta a Edmonton.
Incorporat a l'Estudi General de Girona el 1986, des de 1991 va treballar com a catedràtic de química física de la Facultat de Ciències de la Universitat de Girona, i va ser director de l'Institut de Química Computacional.
És membre del Grup de Química Teòrica de Catalunya (del que en fou cofundador el 1985), de la Real Sociedad Española de Química y Física, de la Societat Catalana de Ciències i de l'American Chemical Society, entre d'altres. El 1993 va rebre la Medalla Narcís Monturiol al mèrit científic de la Generalitat de Catalunya per la seva tasca docent i investigadora en el camp de la química computacional en el vessant de la química quàntica.
Des de 2010 és professor emèrit de la Universitat de Girona.

## Obres
- El Origen de la Vida (1975) Editorial Salvat. Barcelona.
- Introducción a la Teoría de Matrices (1976) Colección Exhedra. Editorial Alhambra. Madrid.
- A General SCF Theory. Lecture Notes in Chemistry (vol. 5), 1978 Editorial Springer Verlag.
- Current Aspects of Quantum Chemistry (1982) Editorial Elsevier. Amsterdam.
- Álgebra Matricial y Lineal. Serie Schaum (1987) Editorial Mac Graw-Hill.
- Quantum Chemistry: Basic Aspects, Actual Trends (1989) Editorial Elsevier. Amsterdam. 1989 E
- Molecular Similarity and Reactivity: From Quantum Chemical to Phenomenological Approaches (1995) Kluwer Academic Publishers. Amsterdam.
- Advances in Molecular Similarity. Vo. 1 (1996) JAI Press London
- Ciència i pensament: què és la ciència? (2000) Col·lecció d'humanitats Volum 9. Ed: Servei de Publicacions de la Universitat de Girona
- Origen i destí de l'home (2001) Col·lecció d'humanitats Volum 13. Ed: Servei de Publicacions de la Universitat de Girona.
- ¿Por qué las cosas son así y no de otra manera? (2001) Servicio Publicaciones de la Universidad de Oviedo. Ed:Servicio de publicaciones Universidad de Oviedo (2001) 1-225